# Ceva
Ceva, trước còn gọi là Ceba, là một thị trấn nhỏ ở Ý, thuộc tỉnh Cuneo, vùng Piedmont, 49 kilômét (30 mi) nằm phía Đông thành phố Cuneo. 

## Thành phố kết nghĩa
- Le Val, Pháp (1992)